# Premetro

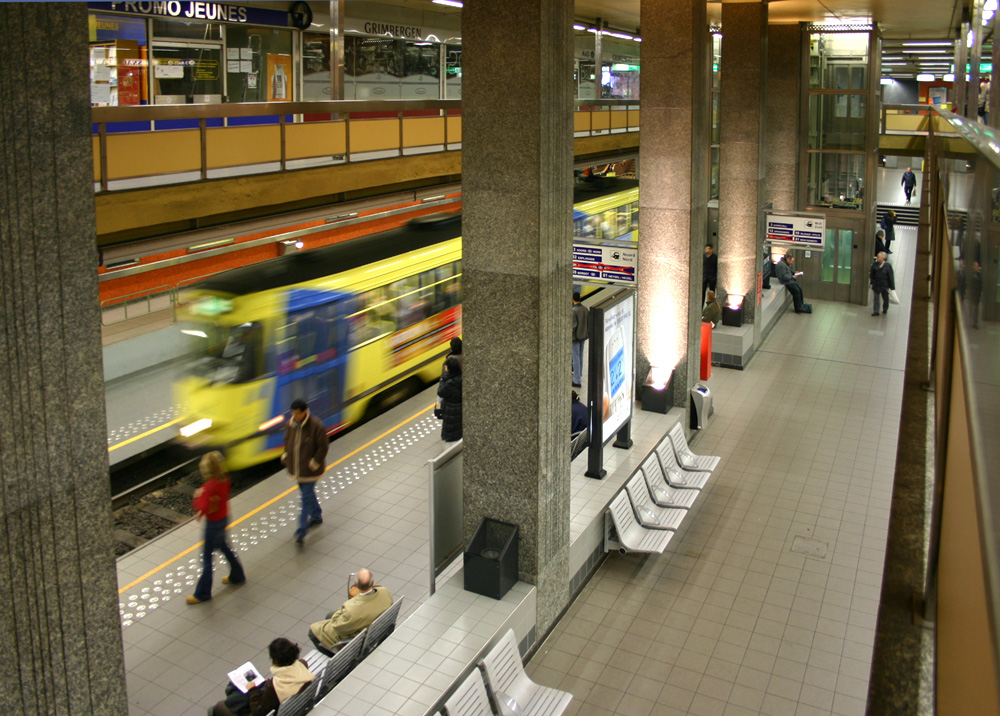
Brusselse PCC-tram in premetrostation De Brouckère

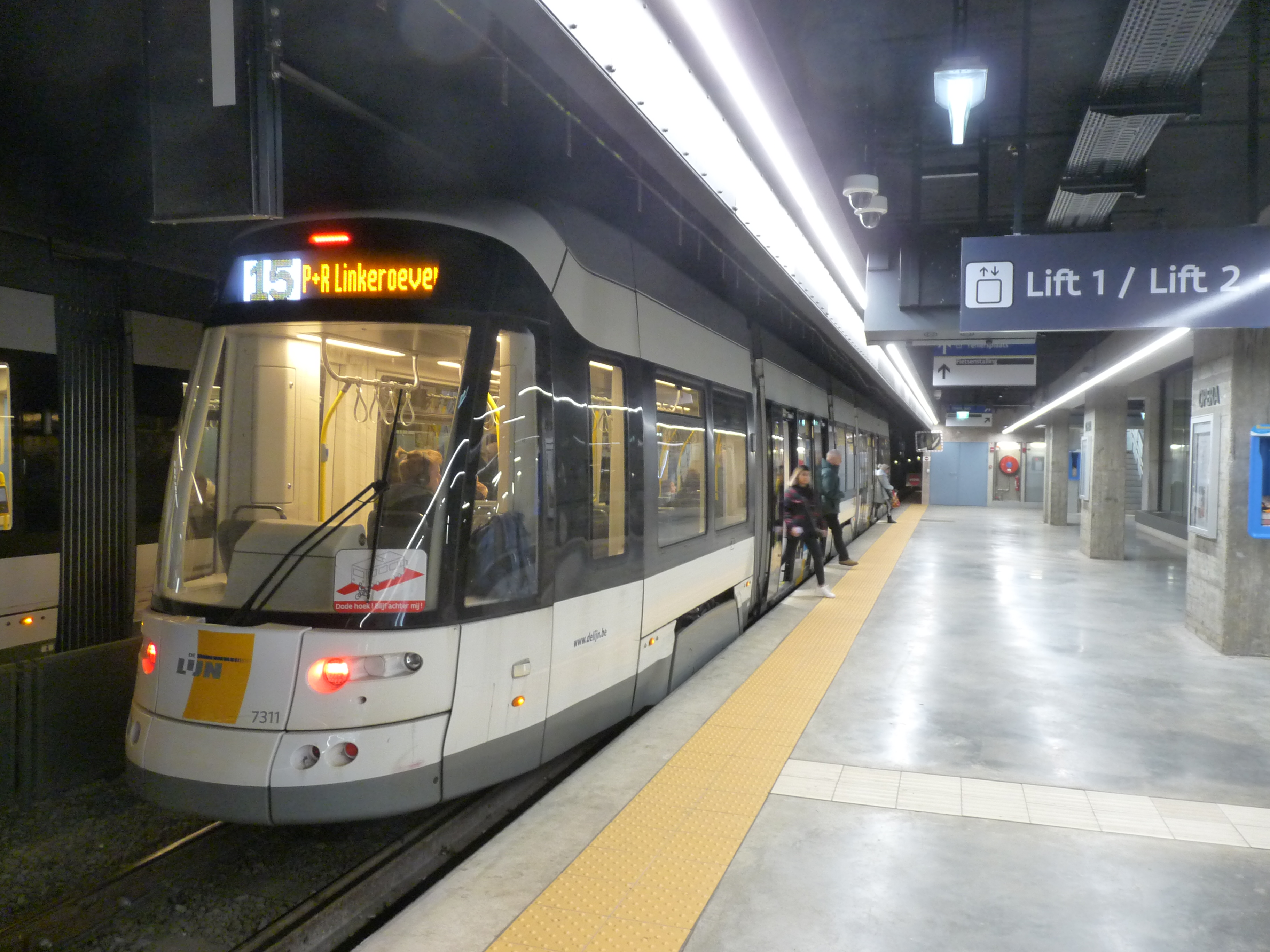
Antwerpse tram van het type Albatros op lijn 15 richting P+R Linkeroever in het premetrostation Opera

Premetro is een vorm van openbaar vervoer waarbij trams gedeeltelijk op een conflictvrije baan rijden, door gebruik te maken van tunnels en/of viaducten. Doorgaans wordt er ontwikkeld vanuit een bestaand klassiek tramnet. Het concept is grotendeels gelijk aan semimetro, maar er is een duidelijk verschil: bij premetro is de infrastructuur expliciet aangelegd met de ambitie om die in de toekomst aan te passen voor metrotreinen.

## Oorsprong
Tijdens de jaren zestig besloten enkele Duitse steden om alleen in het stadscentrum metrotunnels aan te leggen, in plaats van de uitgestrekte metrosystemen onmiddellijk in hun geheel te bouwen. De bedoeling was om het systeem stapsgewijs uit te breiden tot volwaardige metro. Op de korte termijn konden de tunnels worden gebruikt door trams die buiten de stadscentra bovengronds zouden blijven rijden. Het idee werd overgenomen door andere Europese landen, onder andere België, waar het oorspronkelijk de naam "pre-metro" kreeg. Bij de Duitse opwaardering van tramnetten is in de regel gebruikt gemaakt van tunnelstations met hoge perrons. Hiervoor werden vanaf de start trams ingezet met wegklapbare traptreden, zodat bij hoge als bij lage perrons kan worden gehalterd. Buiten Duitsland waren er meestal geen speciale trams, zodat ombouw van de tunnelstations noodzakelijk is wanneer er overgeschakeld wordt op volledige metro-exploitatie.

## Ombouw
Bij het ontwerpen moet rekening gehouden worden met de lengte van de perrons. Meestal zijn metrostellen langer dan tramstellen. Hierdoor is bij het ontwerpen van belang dat de stations groot genoeg zijn om na de ombouw ook metrostellen te kunnen laten halteren. Daarnaast moeten ook de boogstralen groot genoeg zijn voor gebruik van metrostellen.
Stadstrams maken gebruik van lage (of zelfs helemaal geen) perrons zodat deze ook in smalle straten passagiers kunnen laten in- en uitstappen. Metrostellen hebben vrijwel altijd een hoge vloer en passagiers zouden grote moeite hebben als deze bij lage perrons zouden stoppen. Om dit te voorkomen moet bij de overgang van tram- naar metroverkeer stations worden omgebouwd.
De ombouw van de stations kan op twee manieren:

Spoorstaven voor (zwart) en na (gearceerd) het verwijderen van het ballastbed (grijs)

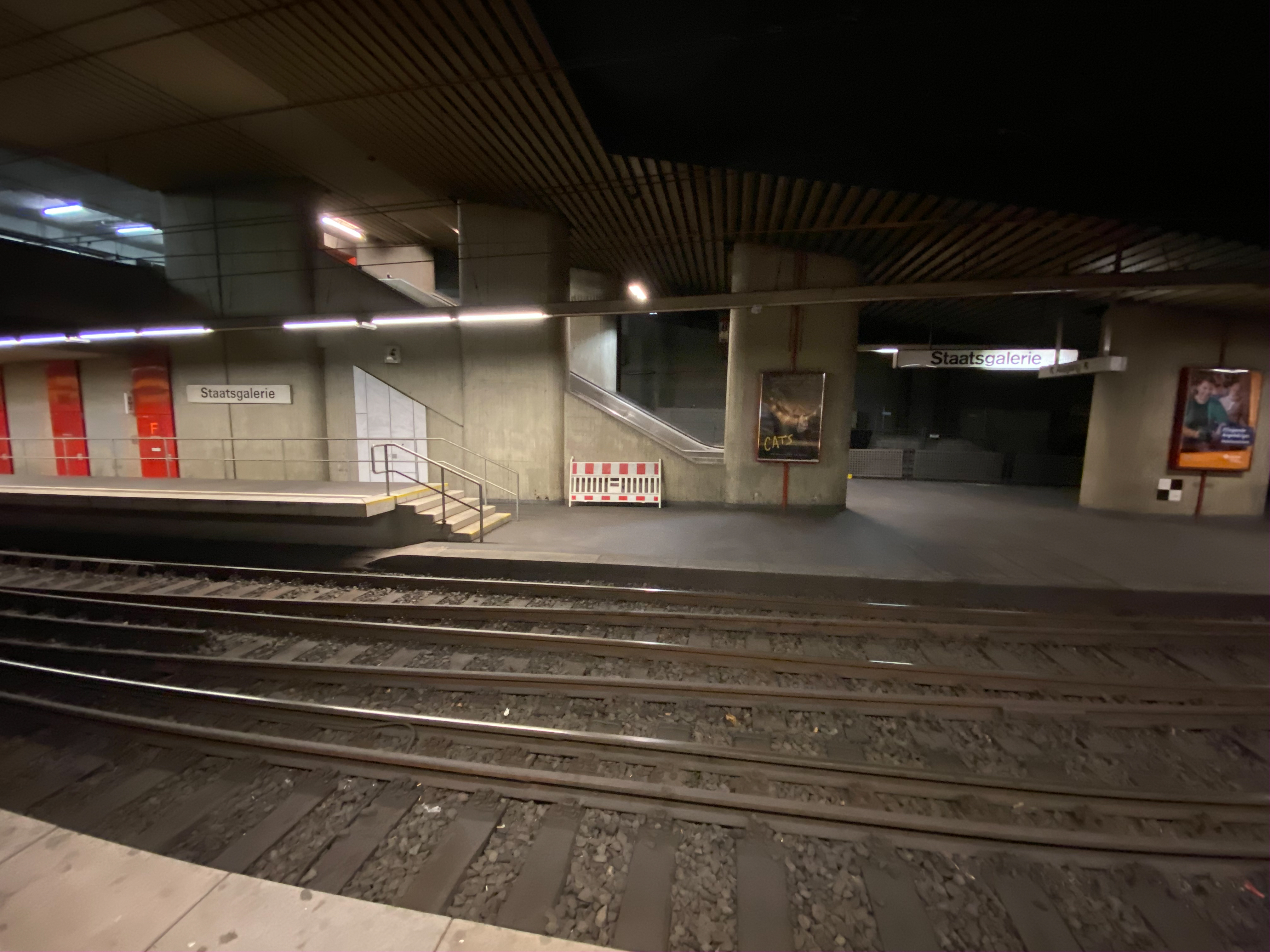
Verhoogd perron voor de Stadtbahn (links) en tram perron (rechts) in Stuttgart

### Afgraven ballastbed
Zoals in het diagram links is aangegeven kan ter plaatse van het perron een ballastbed worden aangebracht om daarop (zwart) de bielzen en spoorstaven aan te leggen. Hierop kunnen dan trams rijden en lijkt het of het perron relatief laag is. Wanneer er later metro's gaan rijden, kan het ballastbed weer afgegraven worden waardoor de spoorstaven lager (gearceerd) zullen liggen. Bijna als vanzelf lijkt het of de metro aan een hoog perron stopt.

### Ophogen perrons
In plaats van de sporen lager te leggen, kan men de perrons hoger leggen tijdens de ombouw naar de metro. Nadeel hiervan is dat ervoor of erna de trappen, roltrappen en liften niet goed aansluiten op de perrons. Tenzij deze aansluitend gemaakt worden, maar dit komt in de praktijk weinig voor vanwege de hoge kosten.

## Benelux

### België
In België zijn er premetrosystemen in Antwerpen, Brussel en Charleroi. Hierbij wordt gebruikgemaakt van tunnels; in Charleroi rijden de trams ook over viaducten. Alleen in Brussel is de premetro (Frans: ''prémétro'') (deels) opgevolgd door een echte metro. In Antwerpen en Charleroi wordt geen overstap naar echte metrotreinen meer overwogen. Het netwerk van Charleroi wordt officieel aangeduid met métro léger (Engels: light rail).

### Nederland
In Den Haag waren er in het kader van de Nota OV 1969 (Den Haag) plannen om een door de Brusselse premetro geïnspireerd systeem aan te leggen met de naam semimetro. Het enige wat meteen is gerealiseerd, is het tramviaduct tussen de Fluwelen Burgwal, Den Haag Centraal en via Ternoot naar Oostinje. Later werd het traject aan beide zijden uitgebreid met een tunnel en een viaduct.
De Amsterdamse metro had tot 2019 en de Rotterdamse metro heeft nog een systeem tegenovergesteld aan de Belgische premetro. Hier is de metro een apart vervoermiddel (naast de eveneens bestaande tram), dat echter in delen van de stad gelijkvloers als sneltram rijdt of reed. Verder is er de Amsterdamse tramlijn 26, deze rijdt over een trace dat oorspronkelijk voor een metrolijn was bedoeld maar als reguliere tramlijn werd aangelegd, in lijn met het premetro-concept.

## Rest van EU

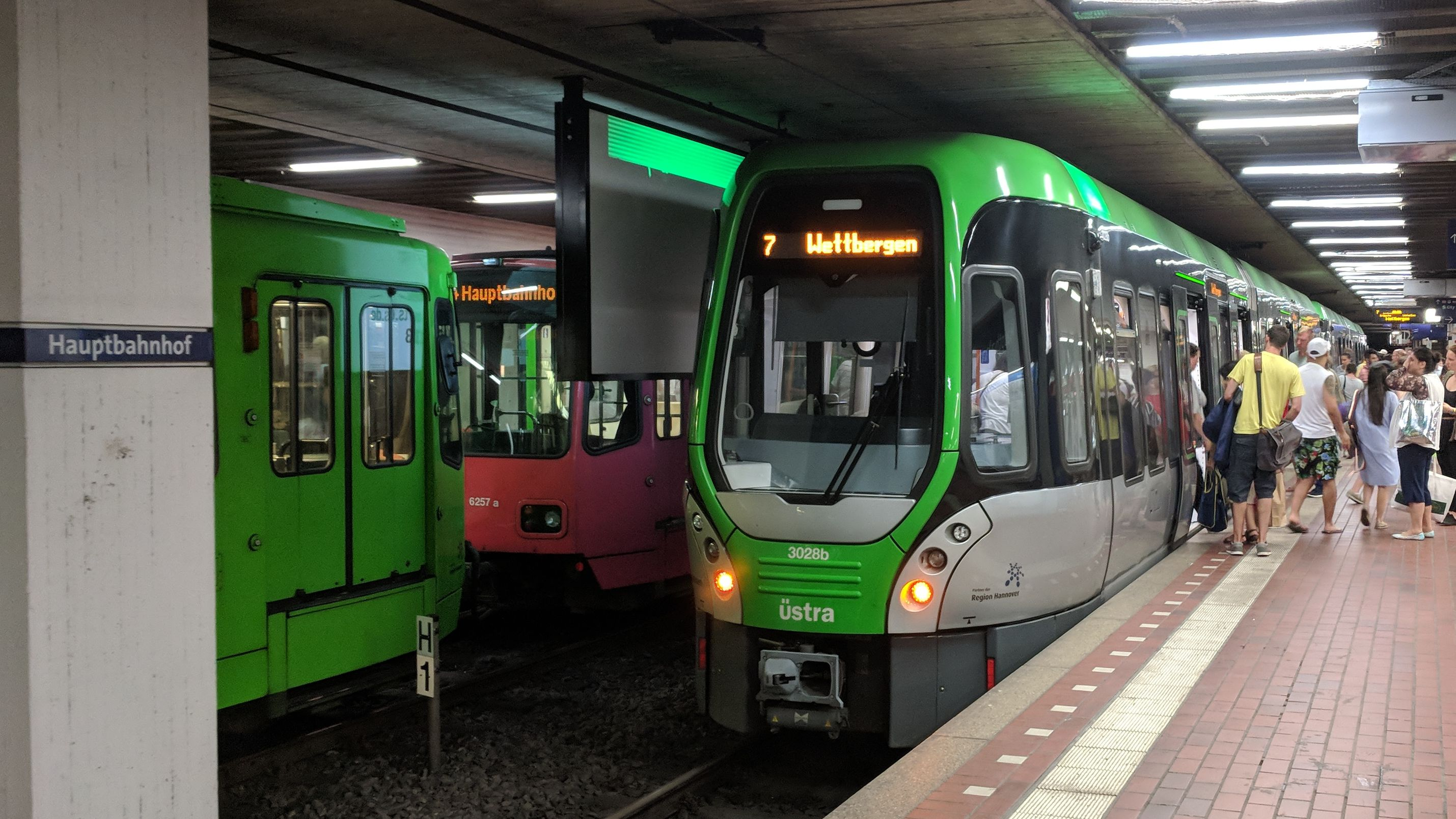
Stadtbahntrams in Hannover

### Duitsland
In zowel München als Neurenberg waren ook plannen om een premetro aan te leggen. Beide steden beslisten echter al in 1964 om een volwaardige metro aan te leggen. Desondanks kende Neurenberg vanaf 1970 een premetro-lijn (dus met trams) die in 1982 onderdeel werd van metrolijn U1.
In Duitsland wordt een soortgelijk netwerk Stadtbahn genoemd; niet te verwarren met de S-Bahn. Bij Stadtbahns rijden sneltrams en trams onder de binnensteden door tunnels.
In het Ruhrgebied rijdt de Stadtbahn in Bochum, Dortmund, Duisburg, Essen, Gelsenkirchen en Mülheim. Buiten het Ruhrgebied zijn er Stadtbahnen in Bielefeld, Bonn, Düsseldorf, Hannover, Keulen, Ludwigshafen en Stuttgart. De Stadtbahn in Frankfurt am Main groeit min of meer uit tot een echte metro.

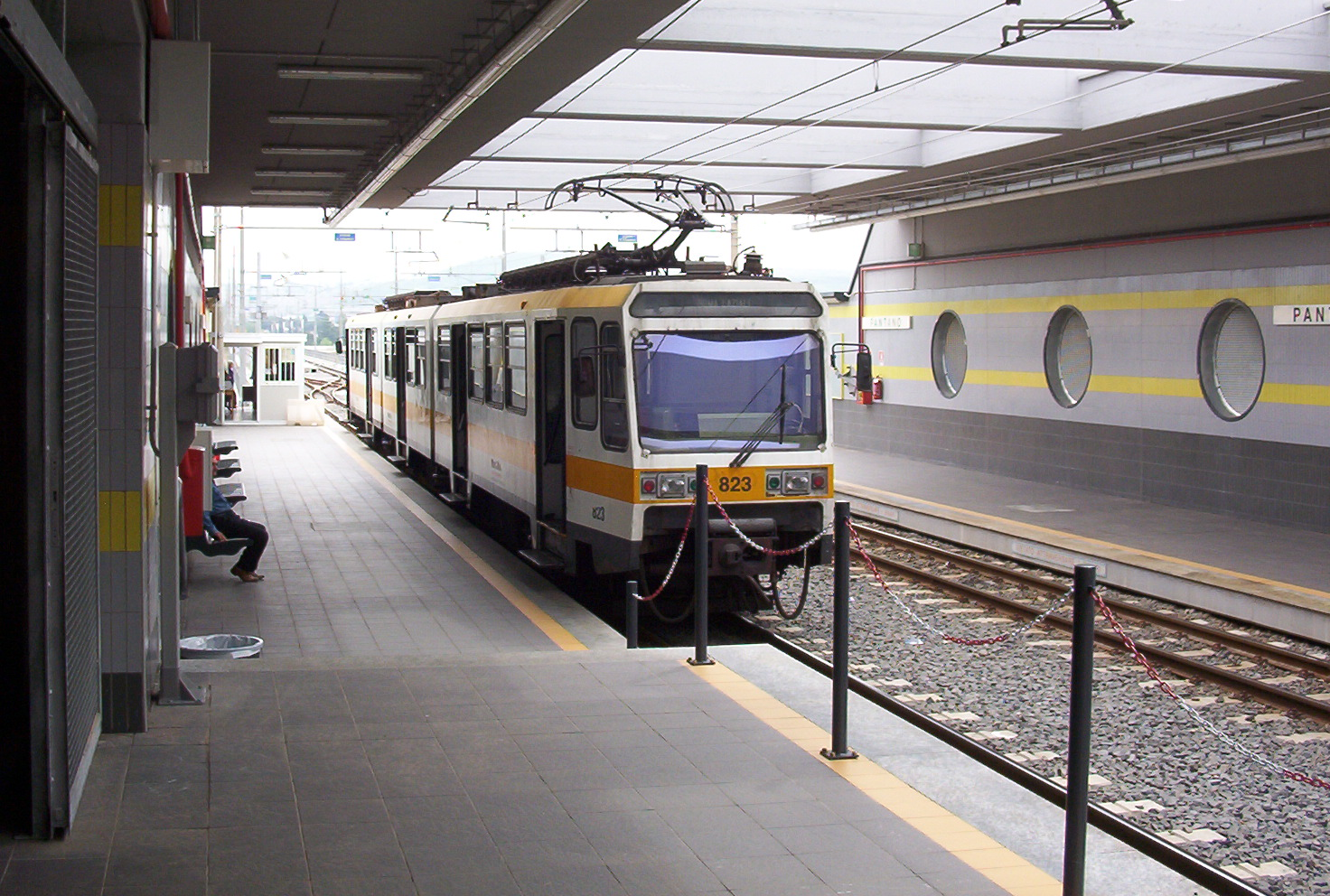
Station Pantano met smalspoortram.

### Italië
In 2006 werden twee nieuwe stations opgeleverd van de reeds bestaande lokaalspoorlijn Rome – Fiuggi – Frosinone. Beide stations –Graniti en Pantano– werden echter in 2008 alweer gesloten voor verbouwing naar metrostandaard. Sinds 2014 zijn beide stations in exploitatie als onderdeel van lijn C van de metro van Rome.

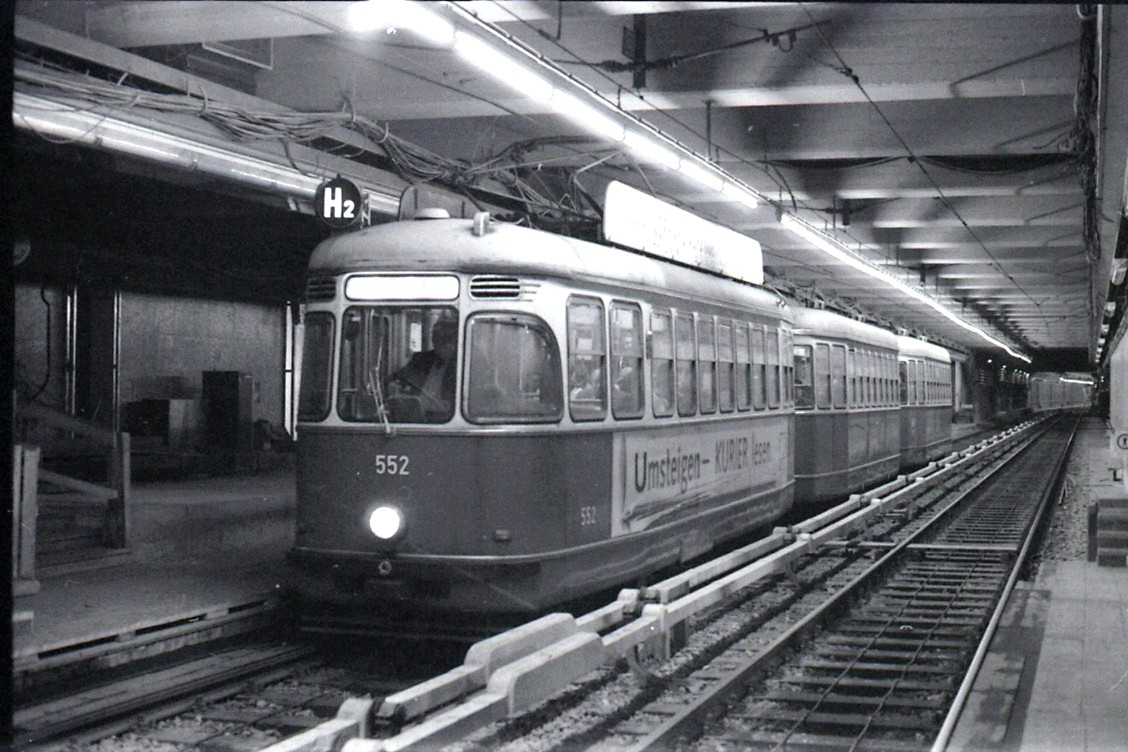
Tramtunnel in Wenen tijdens de ombouw naar metrolijn U2.

### Oostenrijk
Een deel van de trambaan Zweierlinie in Wenen werd over een lengte van 1,8 in een tunnel gelegd. Vanaf 1966 reden hier enkele tramlijnen ondergronds. In 1980 is de tunnel onderdeel geworden van metrolijn U2.

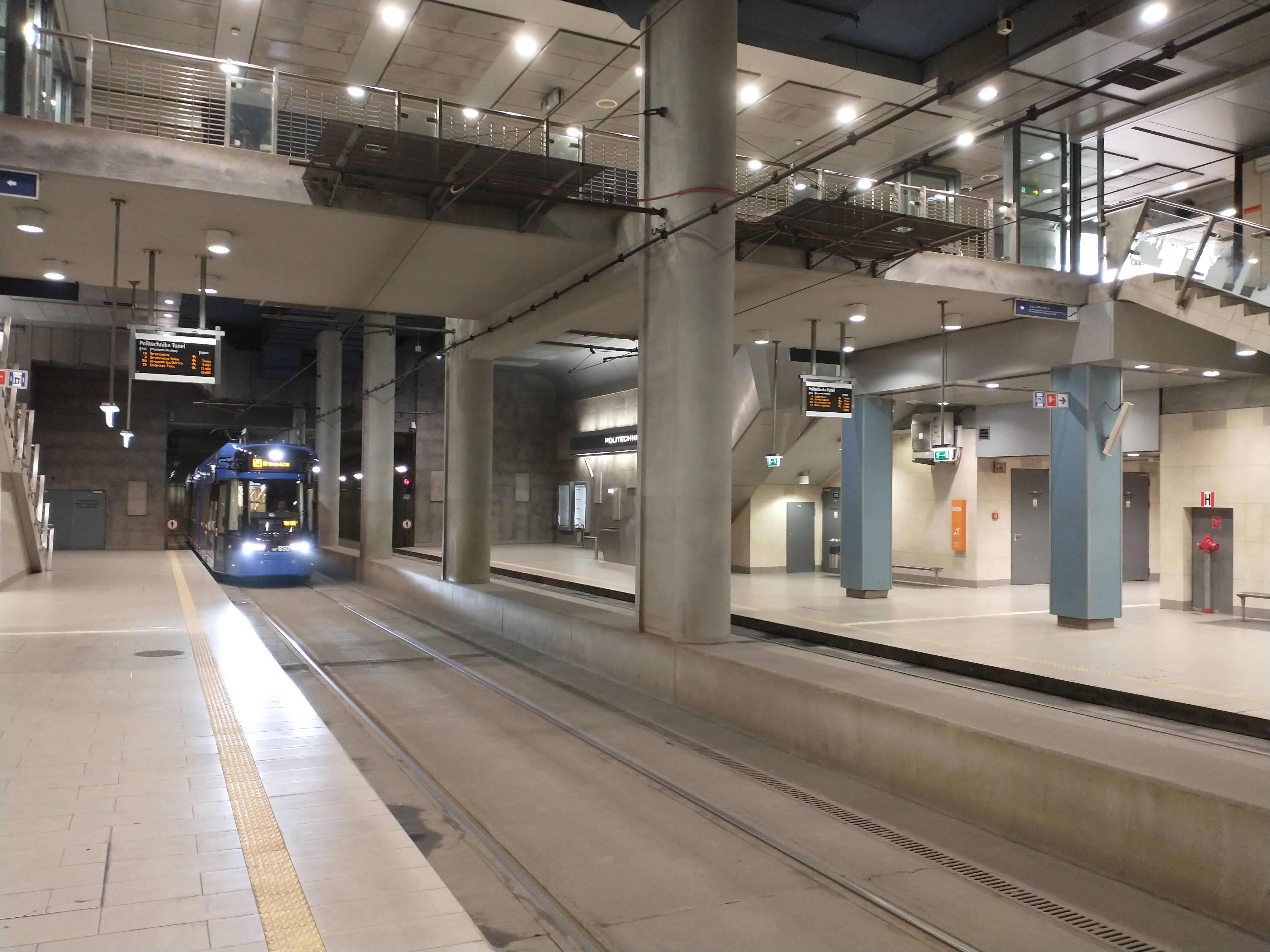
Krakau: station Politechnika.

### Polen
In 2021 is na een driejarig onderzoeksproject besloten om in Krakau premetro-infrastructuur aan te leggen. De totale planning loopt tot 2058. In de eerste fase wordt een traject aangelegd in het Oosten van de stad. Hierin is een tramtunnel opgenomen met twee stations. In Krakau zijn eerder al twee tramtunnels met in totaal drie stations aangelegd.

### Tsjechië
Begin jaren 1960 werd na eerdere plannen opnieuw een net van tramtunnels in Praag gepland. De aanleg begon daadwerkelijk in januari 1966, maar al in augustus 1967 werd van hogerhand besloten dat de capaciteit onvoldoende zou zijn en een volwaardige metro aangelegd moest worden. Het resultaat is dat een metrostation minder diep ligt dan de andere en als enige oude station zijperrons heeft in plaats van een middenperron.

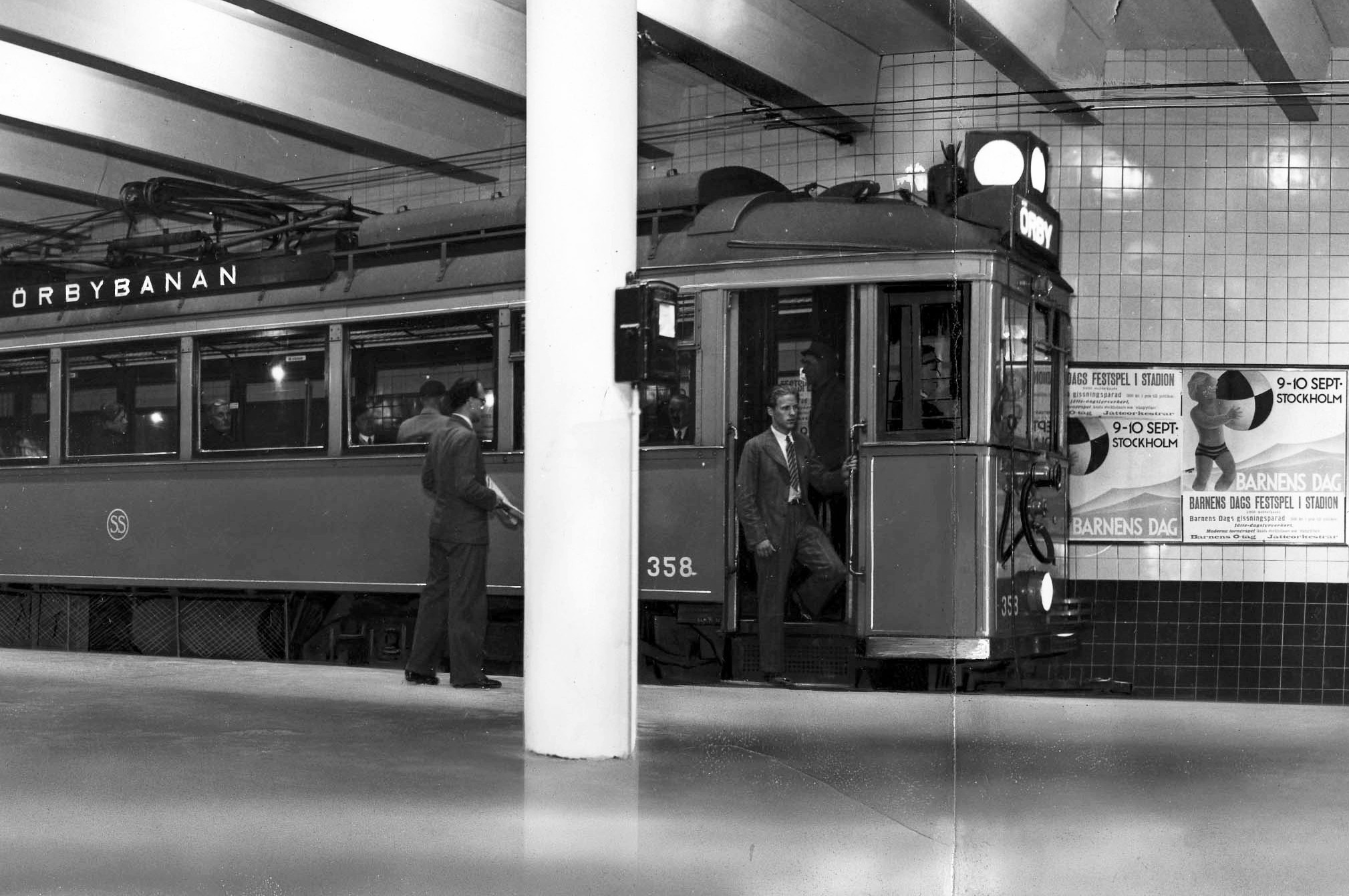
Stockholm: tram in de vanaf 1950 door de metro gebruikte tunnel.

### Zweden
In 1931 werd begonnen met de bouw van de tunnel onder Södermalm onder de naam Tunnelbanan. De lijn met drie stations werd aangelegd zodat de sneltrams van de Örbybanan (lijn 19) en de Enskedebanan (lijn 8) het traject konden gebruiken. De opening vond plaats op 30 september 1933, maar de verbinding met de Örbybanan kwam pas in 1946 tot stand. In 1934 volgde een vrije trambaan aan de westkant van de stad naar Alvik.
In 1941 besloot de Stockholmse gemeenteraad definitief tot de aanleg van de metro, waarbij de lijn naar Alvik en de tunnel aan elkaar verbonden zouden worden. De aanleg van de verlenging ten westen van Alvik, de Änbybanan, werd meteen ter hand genomen en deze premetro werd op 1 oktober 1944 geopend. In 1946 werd de Skanstullbrug voltooid en op 3 september werd station Johanneshov, het huidige Gullmarsplan, geopend. Hiermee was de verbinding tussen Slussen en het zuidelijke tramnet een feit, waarna de ombouw tot metro begon. Vanaf 1950 werd de lijn naar de westelijke tuinsteden omgebouwd tot metro en verlengd tot Vällingby.

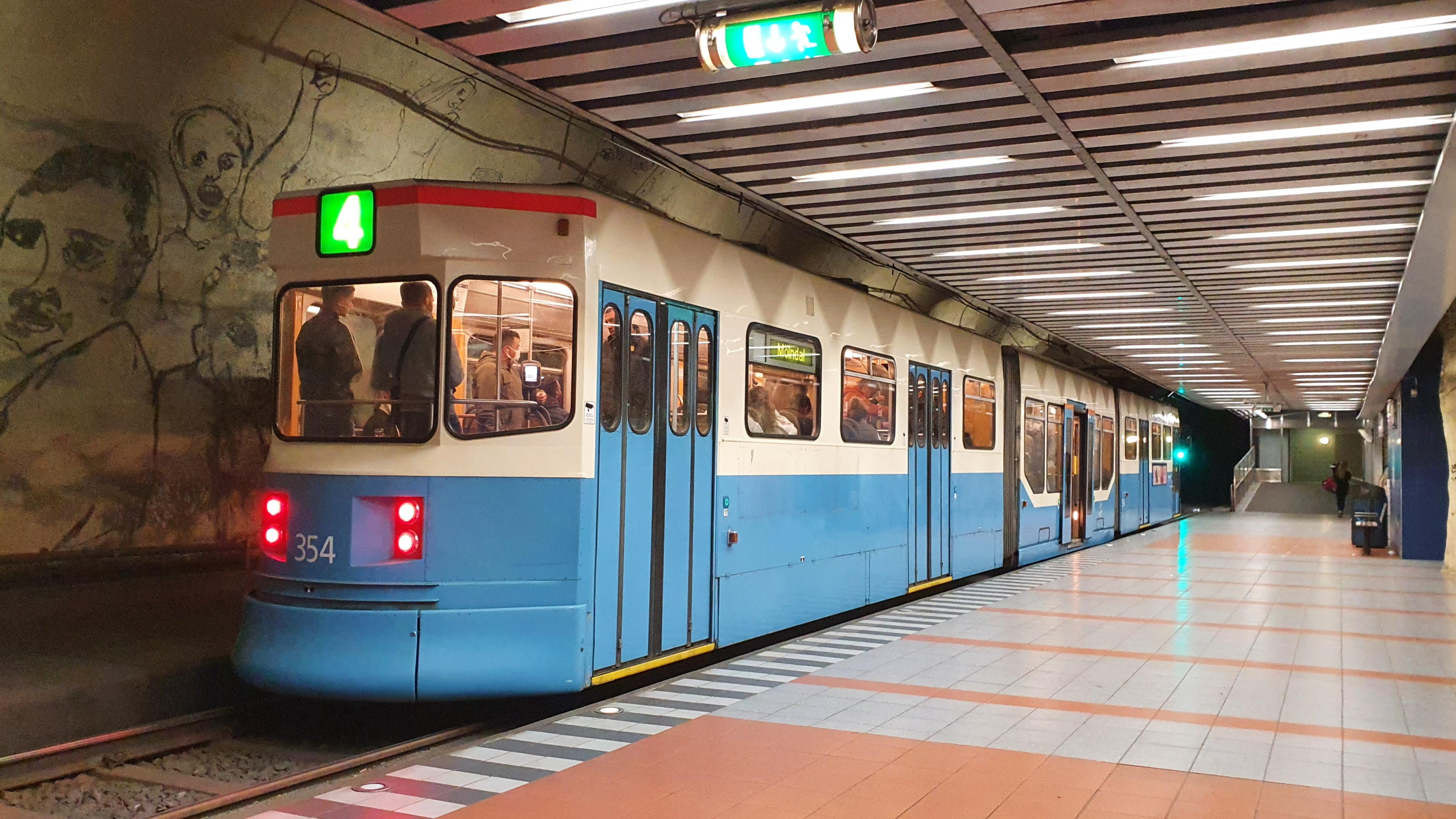
Göteborg: station Hammarkullen.

Al in 1934 werd in Göteborg een plan voor een uitgebreid metronet gepresenteerd, gevolgd door een meer bescheiden plan in 1957. Beide plannen werden in de ijskast gezet, maar in 1967 werd naar aanleiding van een derde plan de bouw gestart. Het eerste deel van de lijn naar Angered kon in 1969 in gebruik genomen worden. De infrastructuur was toen geheel losstaand van het tramnet, maar is daar later wel op aangesloten. De lijn heeft vijf stations waarvan Hammarkullen geheel ondergronds is.

## Europa buiten de EU

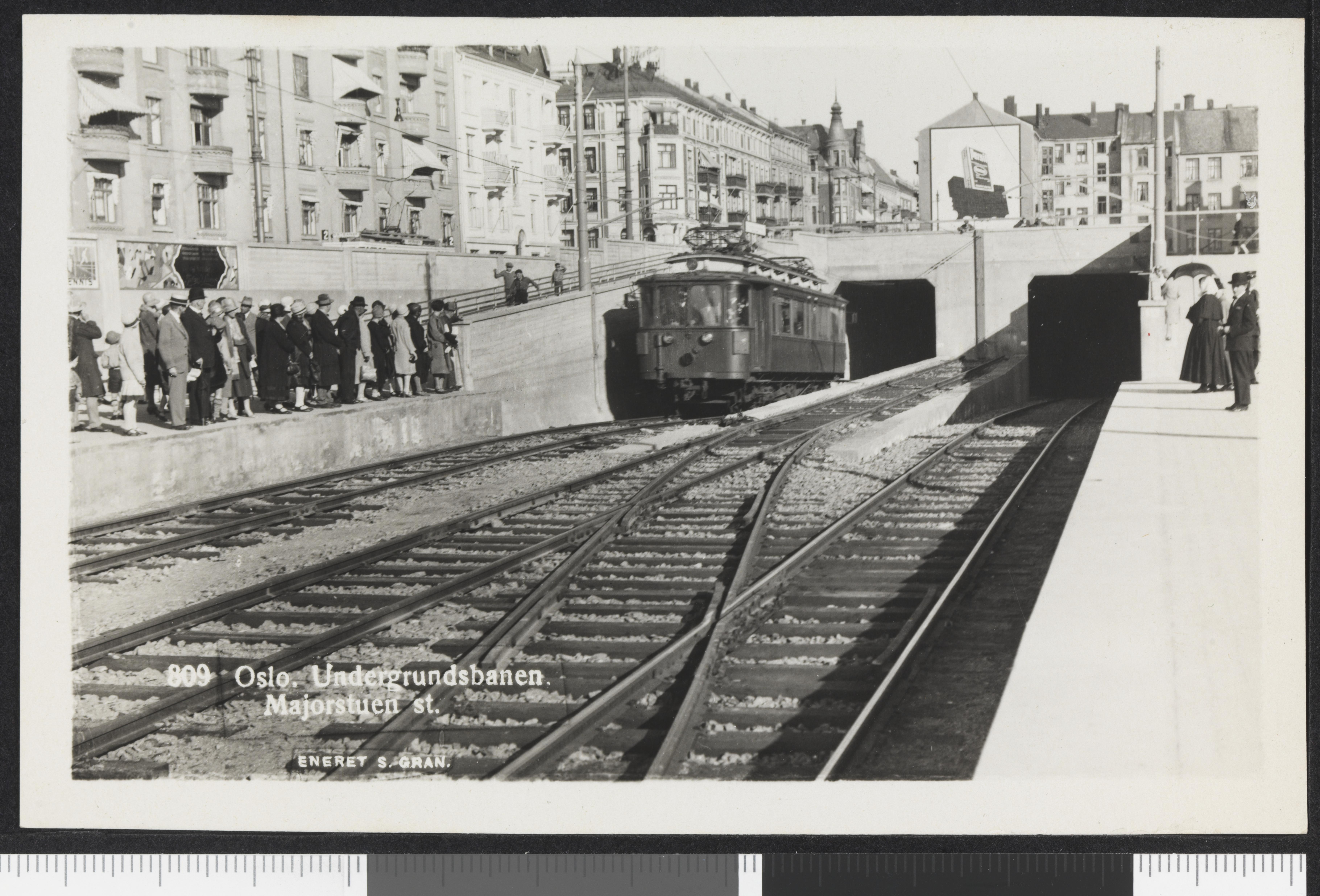
Oslo: sneltram bij de in 1928 geopende tunnel.

### Noorwegen
In 1912 werd begonnen met de bouw van de tunnel, maar door verzakkingen van gebouwen en de daaropvolgende rechtszaken ontstond jarenlange vertraging. De opening vond plaats op 28 juni 1928. In 1949 werd het idee voor de aanleg van de metro weer serieus opgepakt. Het metromaterieel werd vanaf 1964 geleverd en de aangepaste tunnel opende als metrolijn op 22 mei 1966.

### Oekraïne
Kryvy Rih was in 1986 de tweede stad van Sovjet-Unie waar een premetro ("sneltram", sjvydkisny tramvaj) gebouwd werd. De 17,7 km lange lijn ligt deels ondergronds, en is volgens metrostandaard gebouwd. Aangezien de lijn geen enkele gelijkvloerse kruising heeft, wordt ze soms ook als volwaardige metro beschouwd.
Naast het in stappen geopende semimetrotraject in het westelijk deel van Kiev, kent het tramnet in het oostelijk deel ook een premetrotraject. Het eeeste deel hiervan werd in 2000 geopend en eind 2012 verlengd. Het traject wordt bereden door tramlijn 4 en 5 en zal in de originele plannen na 2030 opgenomen worden in de metrolijn met de werktitel 'Linkeroever-lijn'.

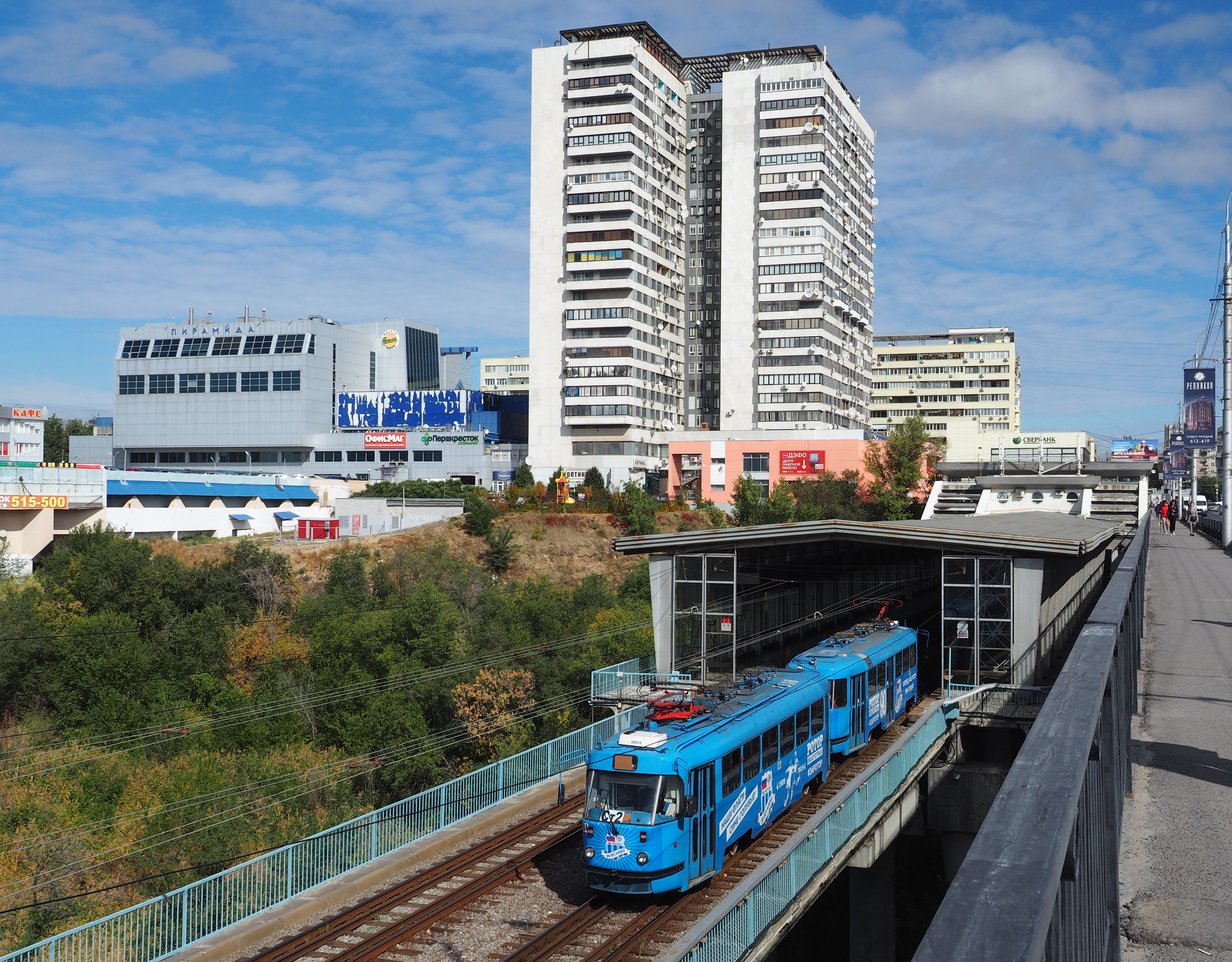
Station Pionerskaja in Wolgograd

### Rusland
In Rusland rijdt een deels ondergrondse tram (metrotram genoemd) in Wolgograd. De 13,5 km lange lijn ligt deels in een tunnel volgens metrostandaard gebouwd en werd in 1985 in gebruik genomen. In 2011 werd het metrotram-traject tot 17,3 km verlengd en een tweede lijn op een deel daarvan in gebruik genomen.
In de Sovjet-Unie werden metro's alleen in steden met meer dan een miljoen inwoners gebouwd. Wolgograd had in de jaren tachtig, toen de premetrolijn gebouwd werd, nog geen miljoen inwoners. Daarom liet men "tijdelijk" trams in de tunnel rijden, om bij het bereiken van een miljoen inwoners de tunnels op volwaardige metro-exploitatie over te kunnen schakelen. De Sovjet-Unie viel echter uiteen voor dit gebeurde.

### Zwitserland
In 1986 werd in Zürich een premetro-tunnel in gebruik genomen. Het 2,5 km traject met drie stations is volgens metrostandaard gebouwd.

## Buiten Europa

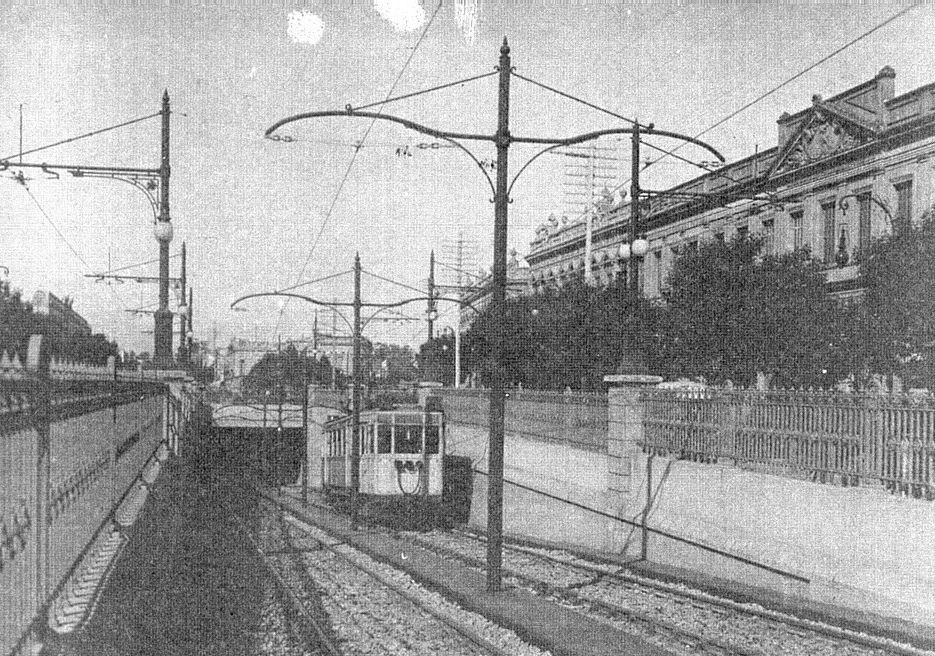
Premetro in Buenos Aires

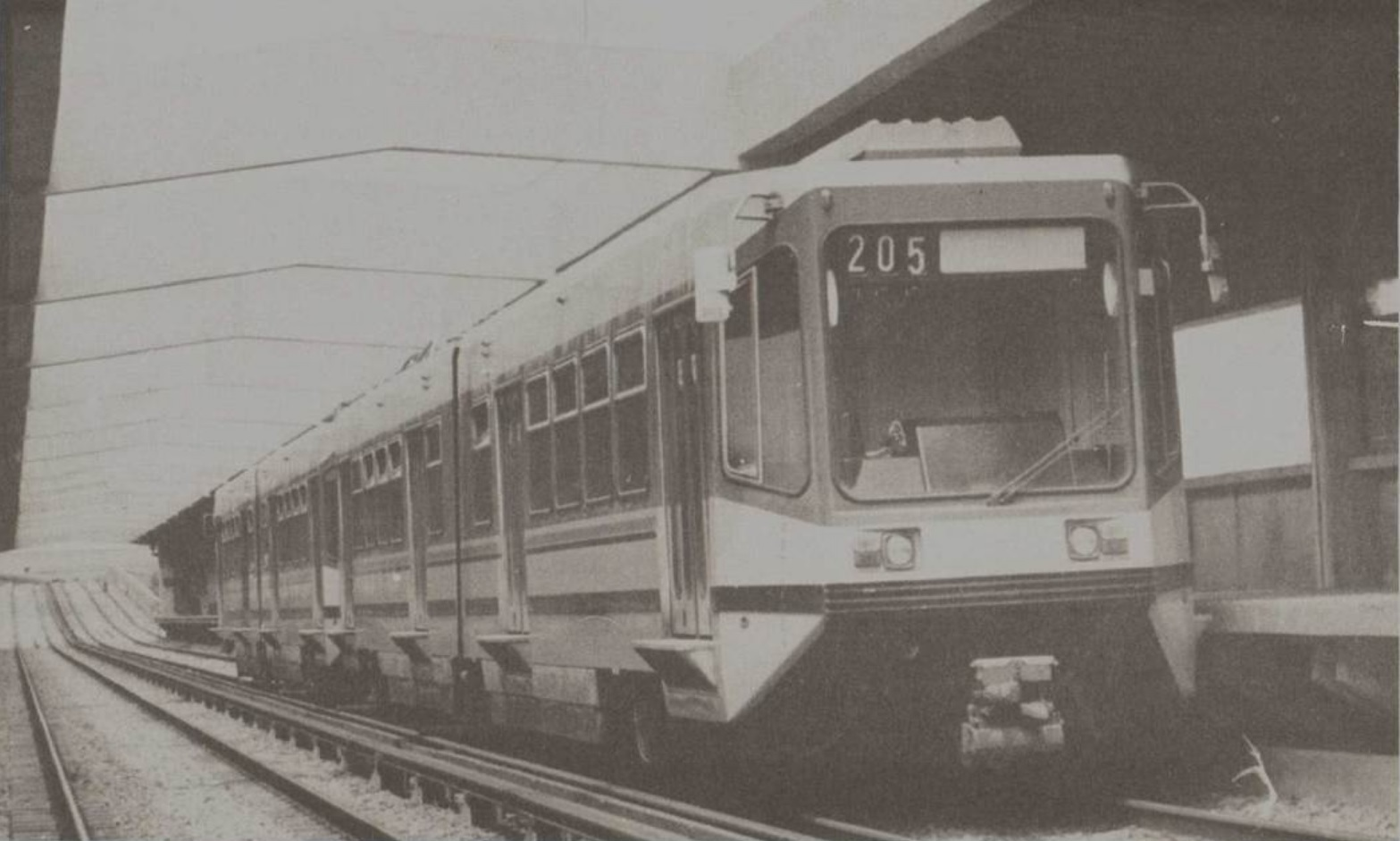
Station Triagem in Rio de Janeiro

### Argentinië
In Buenos Aires werd de eerste lijn van de metro vanaf 1913 als premetro uitgevoerd. De eerste generatie voertuigen werden door BN geleverd. De lijn is in 1927 opgewaardeerd en kent geen wegkruisingen meer en is in het metronet opgenomen onder de naam lijn A. De in/uitgang op de foto hiernaast is echter nog in gebruik omdat de metro-treinen via voormalige tramsporen naar en van de remise moeten rijden.
Sinds 1987 is er in Buenos Aires ook nog een "sneltram"-lijn die de naam Premetro (lijn E2) draagt, maar niet voldoet aan de kenmerken van een premetro.

### Brazilië
In Rio de Janeiro werd lijn 2 van de metro vanaf 1983 als premetro uitgevoerd. De eerste generatie voertuigen werden door BN en Cobrasma gebouwd. De 28 voertuigen zijn hiervoor aangepast voor voeding via derde rail. De lijn is in 1998 opgewaardeerd en kent geen wegkruisingen meer.

### Verenigde Staten

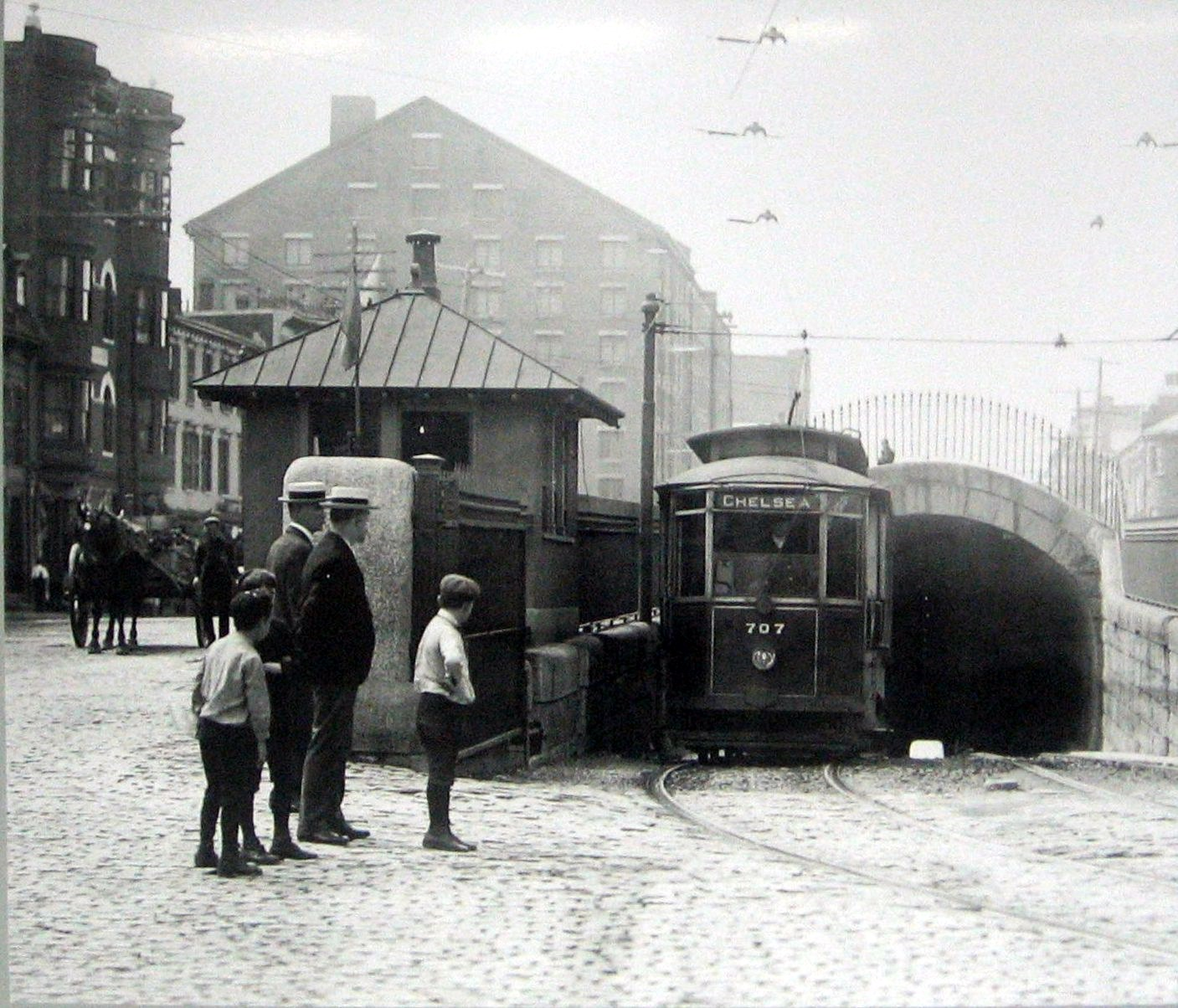
De Blue Line (Boston) nog als tramtunnel

In Boston werden vanaf eind 19e eeuw verschillende tunnels aangelegd, waarvan de oudste (Tremont Street Tunnel) nog altijd door trams op de Green Line worden bereden. Deze tunnel werd van 1901 tot 1908 ook door metrotreinen gebruikt; hiervoor waren hoge perrons aangebracht. Een andere tunnel zou vanaf het begin worden bediend met metrotreinen, maar door onenigheid van belanghebbenden kende die tunnel vanaf de opening in 1904 vervoer met trams. Pas na het verhogen van de perrons in 1924 gingen er metrotreinen rijden: deze tunnel is nu onderdeel van de Blue Line.